# Schiena Alta

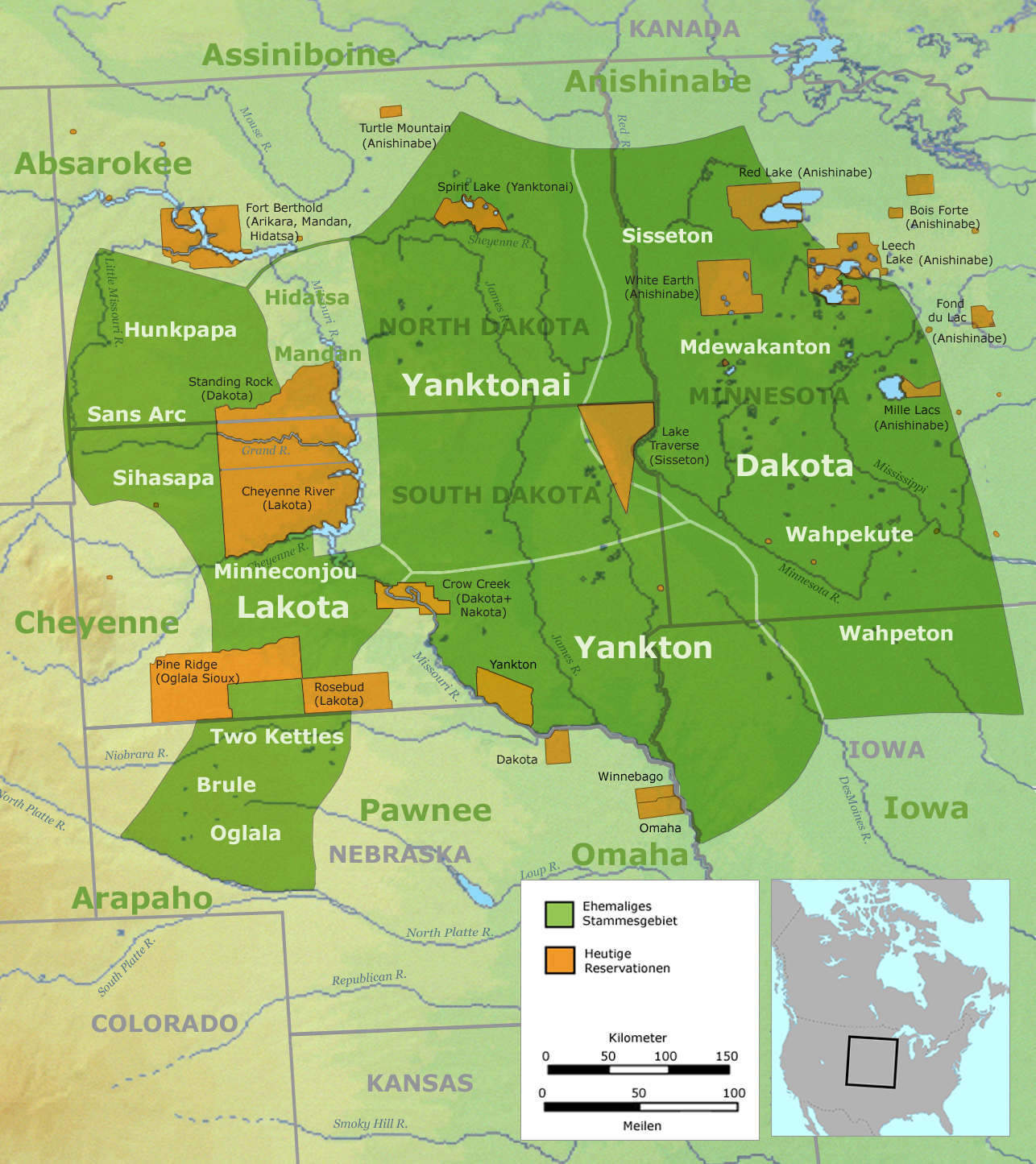
Territorio tribale della Grande Nazione Sioux

Schiena Alta o Gobba (in lingua originale lakota Čáŋku Wakátuya, in inglese High Backbone o Hump; 1820 ca. – 1870) è stato un capo di guerra Minneconjou Lakota e, come tale, è stato uno dei protagonisti della battaglia di Fetterman (1866) e della battaglia dei cassoni dei carri (1867), entrambe combattute nei pressi di Fort Phil Kearny, nella regione del Powder River (Territorio del Wyoming).

## Biografia

### Compagno del giovane Ricciuto (Cavallo Pazzo)
L’anno di nascita di Čáŋku Wakátuya non è certo e varia a seconda delle fonti. In un’intervista rilasciata a Eleanor Hinman, He Dog (Cane) affermò che Gobba aveva solo qualche anno in più di Ricciuto, mentre Charles Eastman lo ha descritto come molto più grande, probabilmente di circa dieci anni, e per questo motivo i due ragazzi venivano definiti “il grizzly e il suo cucciolo”.
Dei suoi anni giovanili poco si conosce, tranne che Gobba era il compagno preferito del giovane Cavallo Pazzo e ciò malgrado la differenza di età. Questa differenza di età si rivelò sostanziale negli anni cruciali della fanciullezza, quando Gobba agì da maestro e mentore per Cavallo Pazzo, rapporto che invece si invertì in età adulta.
I due formavano una coppia inseparabile, imitavano i comportamenti dei guerrieri, impararono a costruire e ad usare con maestria arco e frecce, organizzavano spedizioni di caccia a piccoli animali e si comportavano da veri e propri capi nei confronti degli altri ragazzi della tribù.
Ci fu un episodio nella loro vita che contribuì a rinsaldare ancora di più l’amicizia che esisteva tra di loro.
Cavallo Pazzo aveva all’incirca sedici anni quando partecipò con Gobba ad uno scontro armato contro i Gros Ventre. Era in prima fila e seguiva da vicino l’amico che era uno dei principali guerrieri Sioux. Improvvisamente il cavallo di Gobba stramazzò a terra perché colpito da una freccia e subito un gruppo di guerrieri Gros Ventre si precipitò verso Gobba per ucciderlo o catturarlo. In mezzo a una pioggia di frecce Cavallo Pazzo saltò giù dal suo pony, aiutò l’amico a salire in sella, balzò dietro di lui e lo portò in salvo malgrado fossero inseguiti dal nemico. Così Cavallo Pazzo, nella sua prima battaglia, dando prova di straordinario coraggio, riuscì a salvare Gobba e questi pronosticò che Cavallo Pazzo sarebbe diventato il futuro capo di guerra dei Teton Sioux.

### Guerra di Nuvola Rossa (1866-1868)
Ritroviamo Gobba come blotahunka (capo di guerra) dei Minneconjou durante la Guerra di Nuvola Rossa combattuta tra il 1866 e il 1868 per il possesso della regione del fiume Powder, in quello che era allora il Territorio del Wyoming.
Durante gli scontri che si ebbero lungo il Bozeman Trail, i capi più anziani delle varie tribù dei Sioux erano stati sostituiti da guerrieri più giovani e più determinati che avevano in Nuvola Rossa la loro guida indiscussa.

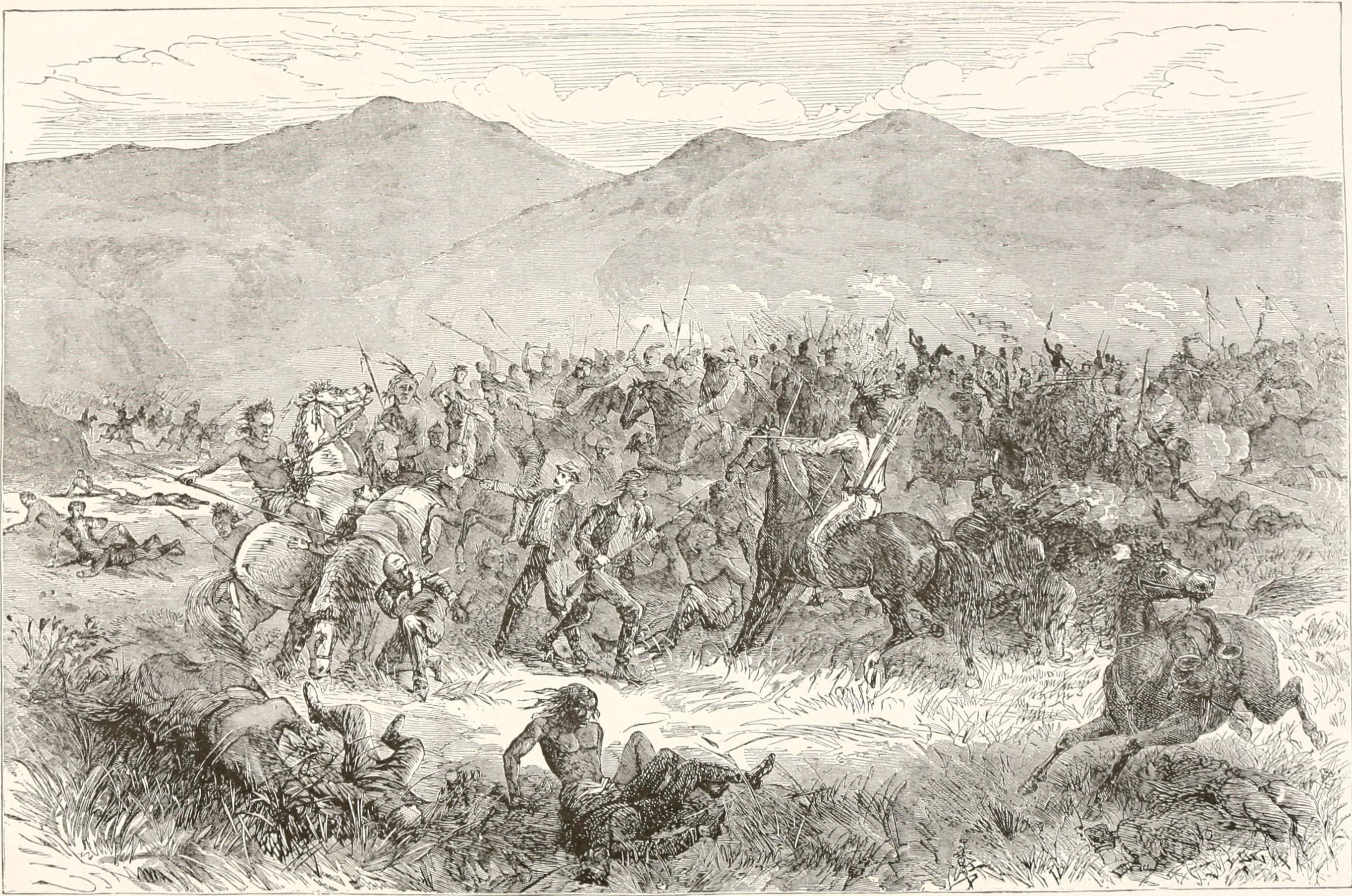
Illustrazione della 'Battaglia di Fetterman' (1866) dal libro Indian History for Young Folks di Francis S. Drake e Francis J. Dowd (1919).

Il 21 dicembre 1866, insieme a Cavallo Pazzo, Schiena Alta svolse un compito strategico importante nella battaglia di Fetterman (Fetterman Fight) anche se con ruoli invertiti rispetto agli avvenimenti precedenti. Questa volta Cavallo Pazzo era il leader e comandava il drappello di uomini-esca che attirò il contingente del capitano William J. Fetterman in una trappola mortale nella valle del Piney Creek, mentre Schiena Alta lo affiancava in quel compito. Nella battaglia che ne seguì e che durò poco più di mezz'ora, un migliaio di guerrieri Sioux, seguendo perfettamente il piano di Schiena Alta, vennero fuori dagli anfratti dove si erano celati e sterminarono i soldati su quella cresta che sarebbe poi diventata nota come Collina del Massacro (Massacre Hill)..
L’anno successivo (agosto 1867), sempre insieme a Cavallo Pazzo, Schiena Alta guidò i guerrieri Lakota nella battaglia dei cassoni dei carri (Wagon Box Fight) anche questa combattuta nei pressi di Fort Phil Kearny. Il tentativo fu sempre quello di attaccare un gruppo di soldati che scortavano i taglialegna per poi far uscire altri soldati dal forte ed attirarli in una trappola. Questa volta però l’azione degli indiani si risolse in un fallimento in quanto la sorpresa fallì per la troppa irruenza di alcuni guerrieri che uscirono prima del tempo allo scoperto. Ciò consentì ai soldati di mettersi al riparo dietro ad una improvvisata fortificazione formata dai cassoni dei carri disposti a forma di ovale. Inoltre i soldati erano dotati dei nuovi fucili Springfield calibro 50 a retrocarica che avevano un volume di fuoco micidiale grazie al quale furono in grado di respingere l’attacco. Dopo alcune ore di battaglia, che provocarono perdite consistenti tra le file degli indiani, questi alla fine desistettero e furono costretti a ritirarsi.

### La morte
Nell’autunno del 1870, Cavallo Pazzo e Schiena Alta guidarono una spedizione contro un grande villaggio di Scioscioni, loro tradizionali nemici, nella regione del Wind River (Wyoming) e rubarono una mandria di pony. Mentre si ritiravano, i Lakota furono inseguiti da un gruppo di circa duecento guerrieri scioscioni. Nel tentativo di rallentare l’avanzata degli avversari Cavallo Pazzo, Schiena Alta e Donnola Buona agirono da retroguardia per favorire la ritirata dei loro compagni. Ad un tratto il cavallo di Schiena Alta, colpito ad una zampa, crollò a terra ed egli fu sopraffatto dagli scioscioni ed ucciso. L’azione fu così rapida che nulla poté fare Cavallo Pazzo per dar soccorso al suo amico.
Qualche giorno dopo, Cavallo Pazzo tornò sul posto per recuperare il corpo di Schiena Alta, ma trovò solo poche ossa e il cranio del capo minneconjou. Il resto era stato divorato dai coyote. Il compagno dei suoi anni giovanili con cui aveva imparato ad usare arco e frecce ed avuto le prime esperienze di caccia, l’amico fedele con cui aveva affrontato tanti combattimenti non c’era più. Cavallo Pazzo rientrò nel proprio accampamento con l’angoscia nel cuore.